# Адмиралти (планина)
Планината Адмиралти (на английски: Admiralty Mountains) е мощна планинска система в Източна Антарктида, Земя Виктория, част от Трансантарктическите планини. Простира се от северозапад на югоизток на протежение от 170 km и ширина до 170 km. На запад достига до големия ледник Лили, на север и изток до бреговете на моретата Сомов и Рос, части от Тихоокеанския сектор на Южния океан, а на юг се свързва с планината Принц Албърт. Състои се отделни хребети с различно направление, между които към бреговете на океан се спускат мощни планински ледници. В западната ѝ част са разположени три успоредни хребета с посока на простиране северозапад-югоизток Дънидин (37 km), Хоумрън (45 km) и Литълтън (26 km), а в средната и източната ѝ част посоката на хребетите се изменя на северна, североизточна и източна. Максимална височина връх Минто 4165 m (71°35′ ю. ш. 169°15′ и. д. / 71.583333° ю. ш. 169.25° и. д.), разположен в източната ѝ част. Други по-високи и характерни върхове са Адам 4010 m, Аякс 3770 m, Сабин 3720 m и др. От планината ва север, изток и югоизток се спускат множество планински ледници, най-големи от които са: Еба (на северозапад), Денистън (на север), Айрънсайд (на изток), Такар и др.
Отделни участъци от планината и някои нейни характерни върхове (Сабин и др.) са открити през януари 1841 г. от британската антарктическа експедиция, възглавявана от видния полярен изследовател Джеймс Кларк Рос, който наименува новооткритата планинска система в чест на Британското Адмиралтейство.
- Северозападната част на планината Адмиралти
- Североизточната част на планината Адмиралти
- Югоизточната част на планината Адмиралти